# Karlssonstjärnen (Älvsby socken, Norrbotten)
Karlssonstjärnen är en sjö i Älvsbyns kommun i Norrbotten och ingår i Piteälvens huvudavrinningsområde.